# عاتكة بنت مسلم بن عقيل
عاتكة بنت مسلم بن عقيل هي بنت مسلم بن عقيل بن أبي طالب سفير الحسين بن علي الإمام الثالث للشيعة إلى الكوفة وأمها رقية بنت الخليفة الربع لدى السنة والإمام الأول لدى الشيعة علي بن أبي طالب، ولدت في المدينة المنورة سنة 53 هجرية وقتلت في معركة كربلاء سنة 61 هجرية، ولها مكانة مرموقة لدى المسلمين الشيعة.

## نسبها
عاتكة هي حفيدة عقيل ابن عم النبي محمد وهي بنت مسلم بن عقيل بن أبي طالب بن عبد المطلب بن هاشم بن عبد مناف بن قصي بن كلاب بن مرة بن كعب بن لؤي بن غالب بن فهر بن مالك بن النضر وهو قريش بن كنانة بن خزيمة بن مدركة بن إلياس بن مضر بن نزار بن معد بن عدنان.

## معركة كربلاء
بعد مقتل الحسين في معركة كربلاء هجم الجيش الأموي بقيادة عمر بن سعد على معسكر أنصار الحسين للسلب والنهب فدهست خيولهم وسحقت جسد عاتكة بنت مسلم وكان عمرها 7 سنوات إلى جانب 6 أطفال كان منهم سعد وعقيل أبناء عبد الرحمن بن عقيل عمها بجانب ابن عمها محمد بن أبي سعيد بن عقيل و 2 من بنات خالها الحسن بن علي.